# یاقول
 یاقول ، روستایی است از توابع بخش لطف‌آباد و در شهرستان درگز استان خراسان رضوی ایران.

## جمعیت
این روستا در دهستان دیباج قرار داشته و بر اساس سرشماری سال ۱۳۸۵ جمعیت آن (۵۵خانوار) ۱۸۹نفر 
بوده‌است.

## فرهنگ
اهالی این روستا عموما افراد با سواد و با فرهنگی هستند. که نسبت به روستا های اطراف شهرستان درگز، این روستا متمایز می شود.

## منبع
1. «: کمیته تخصصی نام نگاری و یکسان‌سازی نام‌های جغرافیایی ایران :». بایگانی‌شده از اصلی در ۲۹ اوت ۲۰۱۱. دریافت‌شده در ۱۹ ژوئیه ۲۰۱۱.
2. ↑  «درگاه ملی آمار». بایگانی‌شده از اصلی در ۸ اکتبر ۲۰۰۷. دریافت‌شده در ۵ ژوئیه ۲۰۰۸.